# Austrocarabodes obscurus
Austrocarabodes obscurus is een mijtensoort uit de familie van de Carabodidae. De wetenschappelijke naam van de soort werd voor het eerst geldig gepubliceerd in 2006 door Aoki.